# Eens Christens reize naar de Eeuwigheid

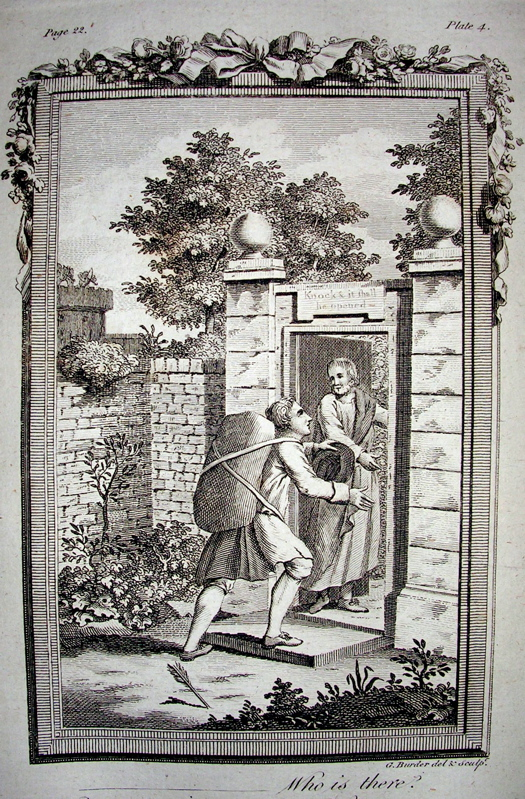
Christen betreedt de smalle poort

Eens Christens reize naar de Eeuwigheid (Engels:The Pilgrim's Progress from This World to That Which Is to Come) is een boek geschreven door de Britse predikant John Bunyan in 1675 in de gevangenis. De eerste uitgave verscheen in 1678. De eerste Nederlandse vertaling verscheen bij Joannes Boekholt te Amsterdam in 1682. Het boek wordt toegeschreven naast de Bijbel het meest vertaalde en verkochte boek ter wereld te zijn.

## Achtergrond
Bunyan schreef zijn boek in de gevangenis, waar hij omwille van zijn geloof was opgesloten. Het thema van het boek is de tocht die Christen onderneemt van de Stad des Verderfs naar het Hemelse Jeruzalem. Het boek is geschreven in de vorm van een allegorie, wat dus wil zeggen dat er veel van beelden gebruik wordt gemaakt. Ook De Heilige Oorlog, een boek dat Bunyan later schreef en waarin hij veel van zijn ervaringen als soldaat in het leger van het Parlement tegen koning Karel I verwerkte, is zo'n zinnebeeldig werk. Toen hij na twaalf jaar werd vrijgelaten, stopte hij met zijn werk aan dit boek. Na een tweede korte gevangenschap komt The Pilgrim's Progress in 1678 van de pers. Het succes laat niet op zich wachten: binnen het jaar komen er twee herdrukken. Tienduizenden exemplaren van het boek, boeiend en tevens stichtelijk, worden verkocht. Vier jaar voor het overlijden van Bunyan komt een Nederlandse vertaling uit. Andere vertalingen volgen. Aanvankelijk zijn het eenvoudige lieden die Bunyan lezen, mensen die weinig meer dan de Bijbel en de gesproken taal kennen. Later, in de 19e eeuw, ontstaat ook waardering in geletterde kringen. Men gaat Bunyan als een groot letterkundig talent beschouwen.

## Inhoud
De christenreis naar de eeuwigheid is een allegorisch boek. De facetten van het geestelijk leven van een christen worden verbeeld door personen uit het dagelijks leven, uitgebeeld als reizigers. De persoonsnamen van deze reizigers staan voor een bepaalde eigenschap.
Christen woont samen met zijn vrouw in de stad Verderf. Hij komt erachter dat hij een zondig mens is en moet vlieden van de toekomende toorn. Christen gaat op reis met op zijn rug een pak, dat de zonde uitbeeldt. Christen reist door de enge poort en wordt bij het kruis van zijn zondepak verlost. Hij ontmoet vele mensen met namen als Evangelist, Onkunde, Bijbedoeling, Atheïst en Geldbeminnaar. Twee metgezellen van Christen zijn Hopende en Getrouwe. Op de kermis van de stad IJdelheid wordt Getrouwe gearresteerd en ter dood gebracht. Christen en Hopende reizen verder en worden later gevangengenomen door Reus Wanhoop. Na de ontsnapping komen ze voor de Doodsjordaan, die het sterven van een Christen verbeeldt. Na het oversteken hiervan worden Christen en Hopende opgenomen in de Eeuwige Heerlijkheid.

## Populariteit
Tien jaar na publicatie ervan waren al 100.000 exemplaren verkocht. The Pilgrim's Progress van John Bunyan verscheen in meer dan 200 talen. Na enkele jaren, in de winter van 1684/1685, werd een tweede deel gepubliceerd, de Christinnereis naar de Eeuwigheid. Dit boek vertelt het verhaal van Christens vrouw, die ook op pelgrimsreis gaat. Het boek bereikte in Nederland vooral lezers in orthodox en bevindelijk gereformeerde kringen.
Een derde deel, The Third Part of the Pilgrim's Progress werd geschreven door een anonieme auteur en tot 1852 samen met Bunyan's originele werken gepubliceerd. Dit deel vertelt het verhaal van Tender-Conscience.